# Alicia Álvarez
Alicia Álvarez González (Santa Cruz de Tenerife, 25 de agosto de 1981) es una funcionaria y política española del Partido Socialista Obrero Español (PSOE). Actualmente, ejerce como diputada por Santa Cruz de Tenerife en el Congreso de los Diputados, cargo que ocupa desde 2023. Previamente, ha desempeñado diversas funciones en la administración pública de Canarias, destacando su labor en el ámbito de las administraciones públicas y la transparencia.

## Formación académica
Es licenciada en Geografía y graduada en Derecho. Además, es funcionaria de la Administración de Justicia, habiendo trabajado en un juzgado especializado en violencia de género, lo que le ha permitido adquirir una profunda comprensión de la violencia estructural que afecta a las mujeres.

## Trayectoria política

### Gobierno de Canarias
Antes de su elección como diputada, ocupó varios cargos en el Gobierno de Canarias. En 2016, fue nombrada directora general de Dependencia y Discapacidad, donde trabajó en la mejora de los servicios para personas en situación de dependencia y con discapacidad. Posteriormente, fue designada directora general de Modernización y Calidad de los Servicios Públicos, y en 2023 asumió el cargo de viceconsejera de Administraciones Públicas y Transparencia.

### Congreso de los Diputados
En las elecciones generales de 2023, fue elegida diputada por Santa Cruz de Tenerife. Desde su llegada al Congreso, ha formado parte de diversas comisiones, incluyendo Justicia, Hacienda y Función Pública, Derechos Sociales y Consumo, y Economía, Comercio y Transformación Digital. Además, ha sido vocal suplente en la comisión de investigación sobre los procesos de contratación para la adquisición de material sanitario durante la crisis de la COVID-19.